# Allenwood, Pennsylvania
Allenwood är en ort i Union County i delstaten Pennsylvania, USA.